# Wharton (Teksas)
Wharton je grad u američkoj saveznoj državi Teksas. Prema popisu stanovništva iz 2010. u njemu je živjelo 8.832 stanovnika.